# Silene variegata
Silene variegata là loài thực vật có hoa thuộc họ Cẩm chướng. Loài này được (Desf.) Boiss. & Heldr. miêu tả khoa học đầu tiên năm 1849.